# フォーリーブス10周年記念PART1
『フォーリーブス10周年記念PART1』は、フォーリーブスの4枚目のライブアルバム。
1976年7月21日にCBSソニーから発売された。

## 概要
1976年4月4日の中野サンプラザでのライブ盤。JOHNNYS' ジュニア・スペシャルと豊川誕も参加。フォーリーブスの座談会入り。
2022年3月時点、未CD化。（『フリー』『ビューティフルサンデー』は『フォーリーブス 1968-1978』は初CD化。※ただし表記はローマ字）

## 収録曲
A面
1. 何故
作詞:小原弘亘／作曲:中川昌
2. 恋のレッスン
作詞:小原弘亘／作曲:中川昌
3. 花が咲いた
作詞:小原弘亘／作曲:中川昌
4. 焼け跡に一人
作詞:小原弘亘／作曲:中川昌
5. フリー
作詞・作曲：Robert W. Lamm/編曲：村田勝美とスーパーエイジス/作品コード:0F0-1831-9
6. ビューティフル・サンデー
作詞・作曲：Daniel Boone、Rod McQueen　編曲：村田勝美とスーパーエイジス
7. ほどけた靴ひも - 豊川誕
8. サタデー・ナイト - JOHNNYS' ジュニア・スペシャル

B面
1. クレイジー・シティー - 北公次
作詞・作曲:L. Halroyd
2. アイ・ビリーブ・イン・ミュージック - 江木俊夫
作詞・作曲:M,Davis／日本語詞:片桐和子
3. いくつかの場面 - おりも政夫
作詞:小原弘亘／作曲:中川昌／作品コード:007-4580-4
4. 嵐に向かって - 青山孝
作詞・作曲:青山孝
5. アイ・ウォント・トゥ・テイク・ユー・ハイヤー
作詞・作曲:S. Stewart
6. ぼくたちの道
7. ハッピー・ピープル